# Phytomyza hiemalis
Phytomyza hiemalis är en tvåvingeart som beskrevs av Griffiths 1974. Phytomyza hiemalis ingår i släktet Phytomyza och familjen minerarflugor. Inga underarter finns listade i Catalogue of Life.